# Бас-барабан

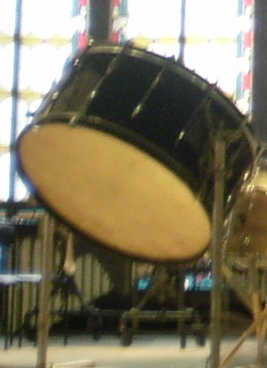
Великий барабан

Бас-барабан (також великий барабан, бубон, бубен) — найбільший з ударних інструментів низької теситури, що являє собою великий металевий або дерев'яний циліндр, затягнутий з обох сторін шкірою. Походить бас-барабан з Туреччини, звідки він був завезений в Європу в середині XVI століття. Пізніше великі барабани були забуті, а в XVIII столітті знов завезені разом з військами Османської імперії (звідси також назва — «турецький барабан»).
Зараз існує три різновиди бас-барабанів.

## Великий барабан
Концертний, або, частіше, Великий барабан (італ. gran cassa) застосовується в симфонічних оркестрах. Діаметр — до 36" (91,5 см). Відтворює дуже низький, рокітливий звук невизначеної висоти. Грають на великому барабані дерев'яною паличкою, кінець якої обтягнутий повстю. Звук великого барабана може досягати надзвичайно великої сили. Особливий прийом гри — тремоло, що досягається швидкою грою двома паличками, може створювати цілий спектр ефектів від віддаленого гуготіння до потужного гуркоту.

## Бас-барабани в ударній установці
Бас-барабан в ударній установці (також іноді Бас-бочка, англ. kick drum від англ. kick — ко́пати, штовхати ногою) порівняно з концертним має менший розмір — 20-22" (50-56 см). Для досягнення більш швидко затухаючого, твердого звуку, на задні частини бас-барабана поміщають подушку. Іноді в передній частині барабана міститься спеціальний отвір для виходу повітря, що дозволяє також поміщати в середину барабана подушки для приглушення звуку, а також мікрофони.
На бас-барабані грають спеціальною калаталкою, що керується ножною педаллю, якою виконавець-правша керує правою ногою. Ліва нога при цьому керує хай-хетом. В 1940-х була винайдена також спеціальна подвійна педаль, що дозволяла керувати одним бас-барабаном обома ногами. Подвійна педаль використовується для виконання швидких ритмічних фігур на бас-барабані (управління педаллю хай-хета при цьому неможливе). Ця техніка використовувалась Рей мак Кінлі (Ray McKinley, Луї Беллсоном (Louie Bellson) та іншими.
У переважній більшості ударники обмежуються використанням одного бас-барабану, проте в таких напрямках, як хардкор панк, прогресивний рок, важкий метал, дез-метал та інших, іноді використовують два і навіть більше бас-барабанів. Вперше два бас-барабани використав Луї Беллсон (Louie Bellson) в 1950-х роках. Пізніше «хрещеним батьком подвійної бас-бочки» називали Дейва Ломбардо, ударника метал-гурту Slayer. В сучасності подвійна педаль використовується частіше ніж два окремих інструмента — таке рішення дешевше і легше для настроювання. З іншого боку, використання бас-бочки з подвійною педаллю через великі об'єми повітря, що рухаються в корпусі інструменту, пов'язано з певними складностями підсилення інструменту, так і незручностями при студійному записі.
|  |  |  |

## Маршові бас-барабани
Існують також бас-барабани з визначеною звуковистовністю (т. зв. marching bass drum). Такі барабани виконують не тільки ритмічну функцію, але й гармонічну. Використовують як правило 5 барабанів, кожний з яких настроєний на певну висоту звуку. Кожен виконавець керує одним бас-барабаном.
Бас-барабанⓘ